# (644) Cosima
(644) Cosima ist ein Asteroid des Hauptgürtels, der am 7. September 1907 vom deutschen Astronomen August Kopff in Heidelberg entdeckt wurde. 
Der Asteroid ist benannt nach Cosima Wagner, der Frau des Komponisten Richard Wagner.